# Серощёкий корольковый певун
Серощёкий корольковый певун (лат. Myiothlypis griseiceps) — вид воробьиных птиц из семейства древесницевых. Подвидов не выделяют.

## Распространение
Обитают в горных лесах на северо-востоке Венесуэлы. Миграций не совершают.

## Описание
Длина тела 14 см. Голова серая с белой надлоральной полоской и нечёткими белыми крапинками на кроющих уха. Верхняя часть тела оливково-зелёная; горло и нижняя часть тела желтые. Радужные оболочки темные, клюв черноватый, ноги тускло-розоватые. Самец и самка выглядят одинаково. У молодых особей имеется тёмно-серый капюшон, доходящий до грудки. У них коричневатое тело с более светлым низом, а ноги светлее, чем у взрослых птиц.

## Биология
Питаются, вероятно, в основном насекомыми и другими беспозвоночными.

### Гнездо
Первое гнездо учёным удалось обнаружить только в мае 2006 года. Оно представляло собой куполообразную чашу с боковым входом, сплетенную, в основном, из листьев бамбука и пальмового материала. Гнездо было расположено в 1.5 м от земли. Внутри находилось одно яйцо, которое посчитали незаконченной кладкой. Три дня спустя гнездо было заброшено, а яйцо оказалось на земле.